# حزب کمونیست کارگری آمریکای شمالی
حزب کمونیست کارگری آمریکای شمالی (به انگلیسی: Communist Labour Party of North America) یا به اختصار CLP یک حزب کمونیست آنتی‌رویزیونیست بود، که خود بخشی از جنبش کمونیست نو ایالات متحده آمریکا محسوب می‌شد. حزب در سال ۱۹۷۴ تأسیس و در ۱۹۹۳ متلاشی گردید. تعدادی از اعضای کادر این حزب بعداً اتحادیه انقلابی برای آمریکایی نو را بنیاد نهادند.